# 金鎮伊
金鎭伊（韓語：김진이，1993年6月20日—），韓國女子手球運動員，現為韓國國家女子手球隊隊員。

## 簡歷
2011年，金鎭伊代表韓國出戰巴西舉行的世界女子手球錦標賽。